# San Paolo Solbrito
San Paolo Solbrito, (San Pàul Subrì en piemontès) és un municipi situat al territori de la província d'Asti, a la regió del Piemont (Itàlia).
Limita amb els municipis de Dusino San Michele, Montafia, Roatto, Villafranca d'Asti i Villanova d'Asti.